# San Joaquin
San Joaquin  (anglicky San Joaquin River) je řeka v Kalifornii na západě USA. Je 564 km dlouhá. Povodí má rozlohu 45 000 km².

## Průběh toku
Pramení v horském hřbetu Sierra Nevada. Protéká jižní částí Kalifornského údolí a ústí do Sanfranciské zátoky. V ústí se stéká s řekou Sacramento.

## Vodní stav
Průměrný roční průtok vody činí 138 m³/s.

## Využití
V povodí řeky se nachází mnoho přehrad. Vodní doprava je možná do vzdálenosti 80 km od ústí. Využívá se na zavlažování.